# Vili
Vili je moško osebno ime.

## Izvor imena
Ime Vili je različica moških osebnih imen Viljem oziroma Vilibald.

## Pogostost imena
Po podatkih Statističnega urada Republike Slovenije je bilo na dan 31. decembra 2007 v Sloveniji število moških oseb z imenom Vili: 575.

## Osebni praznik
Osebe z imenom Vili lahko godujejo takrat kot Viljem.